# Union Titus Pétange
Union Titus Pétange (lux. UT Péiteng) is een Luxemburgse voetbalclub uit Pétange in het zuidwesten van het land. Het Stade Municipal is de thuisbasis. De clubkleur is wit. 

## Geschiedenis
De club ontstond op 29 april 2015 door een fusie tussen CS Pétange en FC Titus Lamadelaine (opgericht in 1948). Beide clubs waren actief in de Éirepromotioun op dat moment. CS Pétange speelde tussen 1913 en 2013 24 seizoenen in de hoogste klasse. 
Men werd in het eerste jaar in de Éirepromotioun vicekampioen na UN Käerjeng 97 en promoveerde zo naar de Nationaldivisioun. Hier eindigde de club in het eerste seizoen op een zesde plaats. In het seizoen 2020/21 eindigde Union Titus Pétange op de zestiende en laatste plaats. Omdat de tweede klasse vanwege de coronapandemie al na zeven wedstrijden moest worden afgebroken, vond er geen promotie en degradatie plaats en handhaafde de club zich op het hoogste niveau.

## Eindklasseringen vanaf 2016
| 2 |

| 6 |

| 9 |

| 8 |

| 4 |

| 16 |

| 11 |

| 4 |

| 8 |

| 9 |

| Nationaldivisioun | Éirepromotioun |

## In Europa
Uitslagen vanuit gezichtspunt Union Titus Pétange
| Seizoen | Competitie    | Ronde | Land               | Club                | Totaalscore | 1e W    | 2e W | PUC |
| ------- | ------------- | ----- | ------------------ | ------------------- | ----------- | ------- | ---- | --- |
| 2020/21 | Europa League | 1Q    | Vlag van Gibraltar | Lincoln Red Imps FC | 0-2         | 0-2 (U) |      | 0.5 |

Zie ook
- Deelnemers UEFA-toernooien Luxemburg
- Ranglijst van alle clubs die in de diverse Europa Cups zijn uitgekomen